# Hoogaltaar
Het hoogaltaar is het altaar in de sluiting van het priesterkoor, dus helemaal aan het oosteinde van een kerk. Dit altaar is het hoofdaltaar van de kerk, hoewel in de meeste Nederlandse kerken tegenwoordig de mis gevierd wordt aan een volksaltaar ervóór. Dat volksaltaar hoort echter bij het hoogaltaar en moet als het verlengde ervan worden beschouwd.
Op het hoogaltaar bevindt zich sinds het Concilie van Trente meestal het tabernakel. Meestal is het ook rijk versierd en staan er 6 kandelaars op.
Vaak is dit altaar gewijd aan de patroonheilige van de parochie.

## Oriëntatie van het hoogaltaar
Het hoogaltaar is met de lengteas van de kerk gericht naar het oosten, de plaats waar de zon opkomt. Deze 'oriëntatie' ligt voor de hand, omdat Jezus Christus wordt gezien als de Sol Oriens. Hij is het 'Licht van de Wereld', de 'Zon der Gerechtigheid' (Johannes 8, 12; Mal. 3, 20). Het is ook in het oosten dat Jezus volgens de Bijbel zal terugkeren om de levenden en de doden te oordelen : "Want zoals de bliksem vanuit het oosten komt en tot in het westen zichtbaar is, zo zal het zijn met de komst van de Mensenzoon" (Matteüs 24, 27). Om die reden draagt de priester in de Tridentijnse Liturgie, in de oosters-katholieke en de oosters-orthodoxe kerken de H. Mis op gericht naar het oosten.

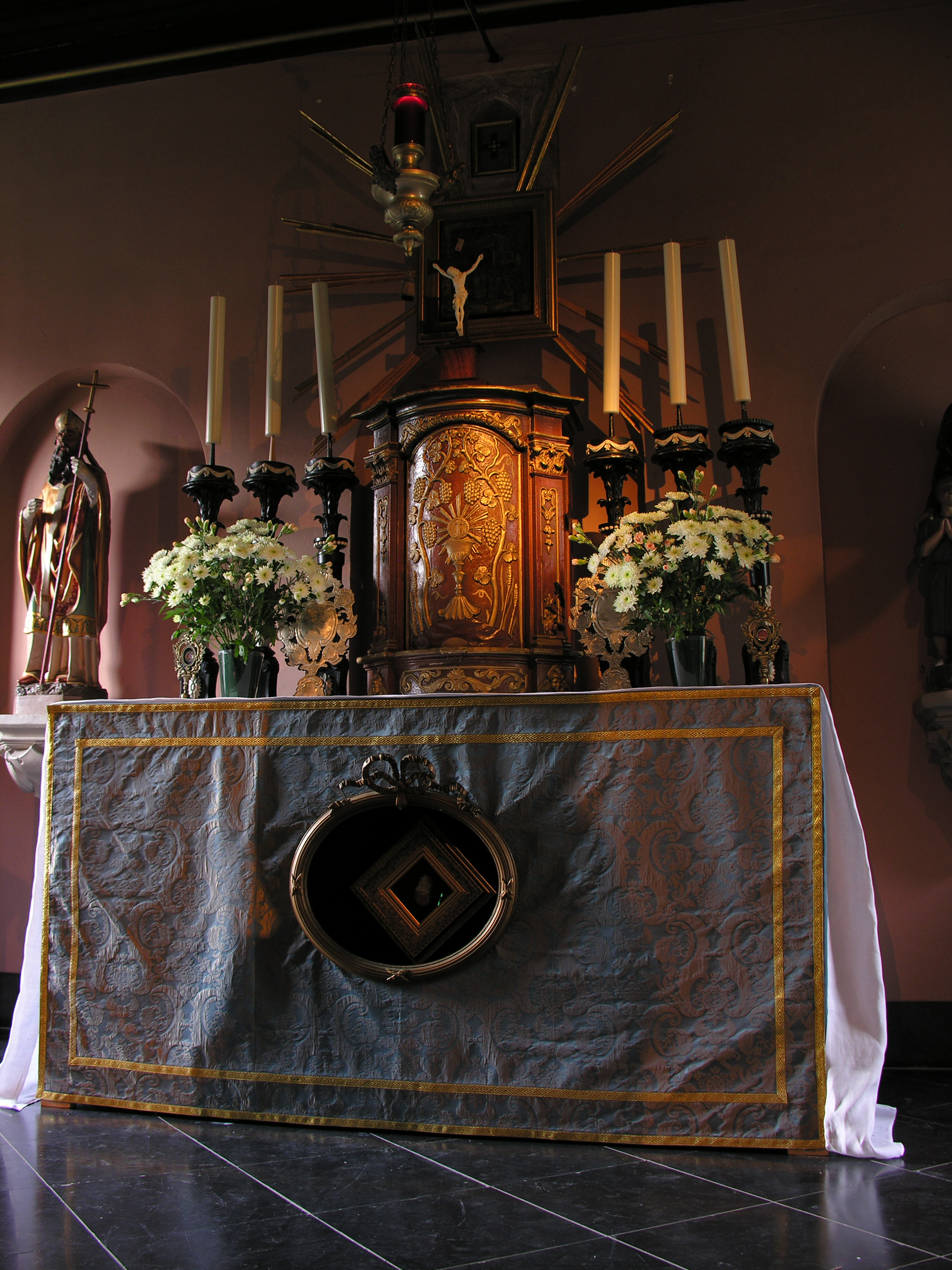
Hoogaltaar in de Kluiskerk te Warfhuizen met tabernakel en godslamp
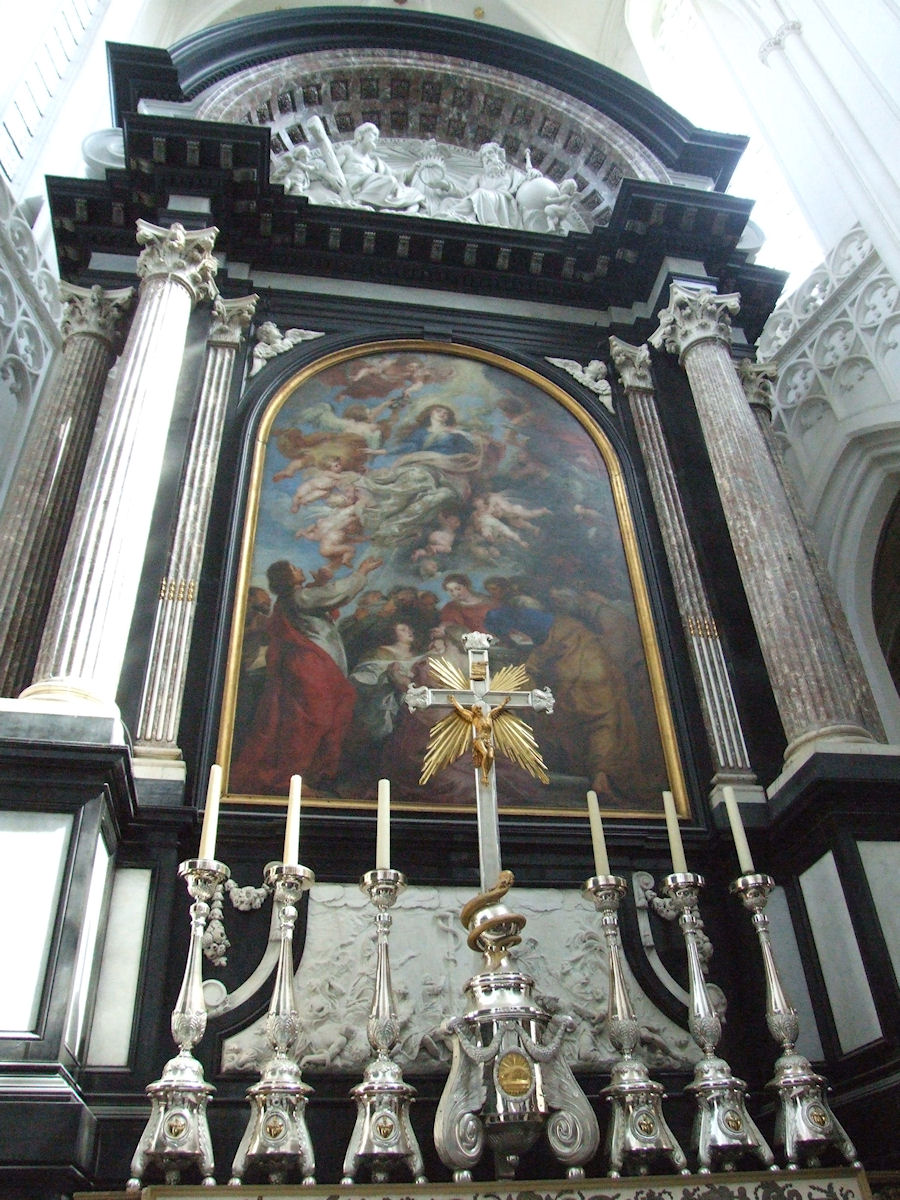
Barokaltaar in de kathedraal van Antwerpen met Rubens' De hemelvaart van Maria
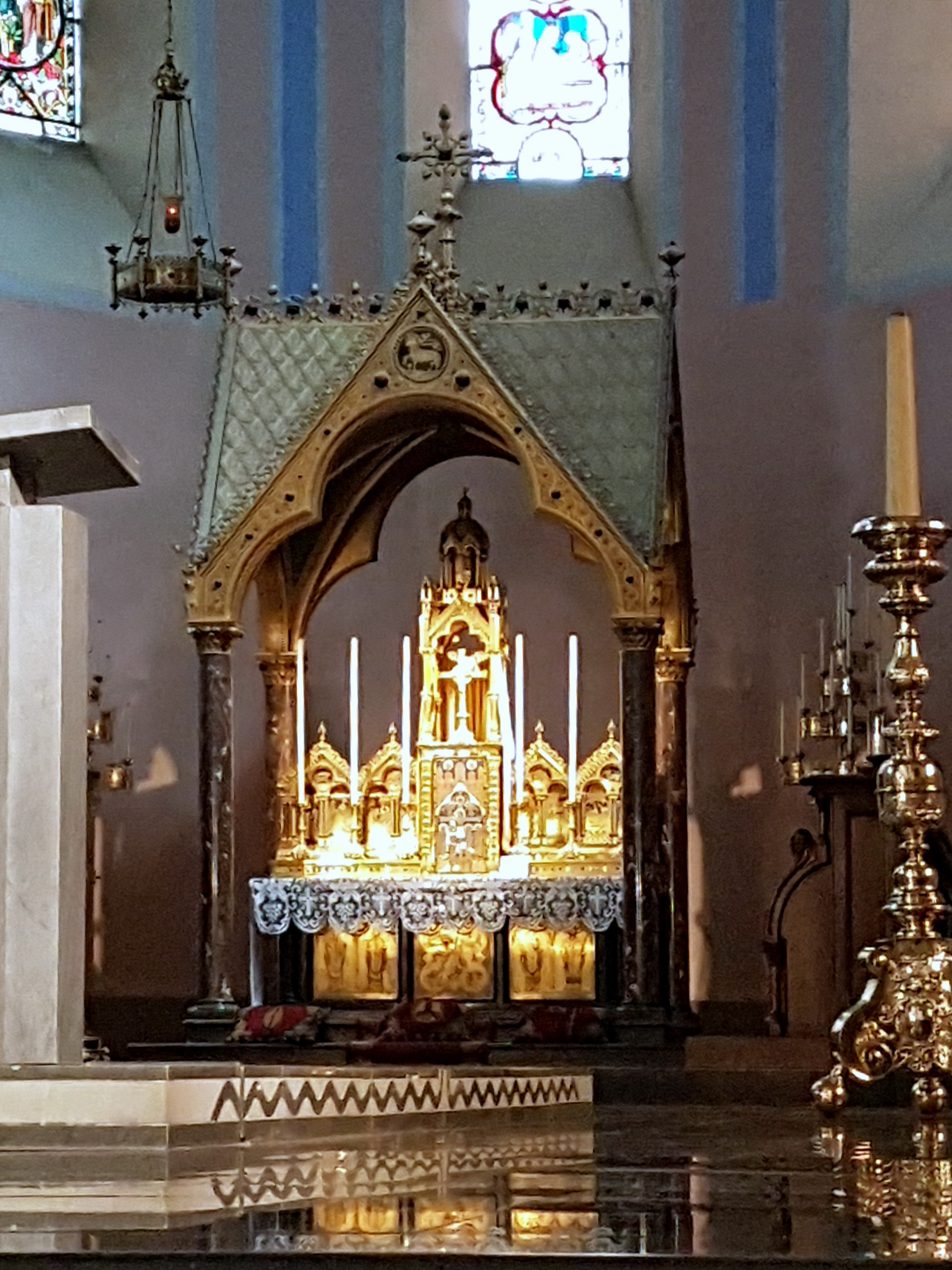
Neoromaans hoogaltaar in het koor van de Sint-Servaasbasiliek in Maastricht
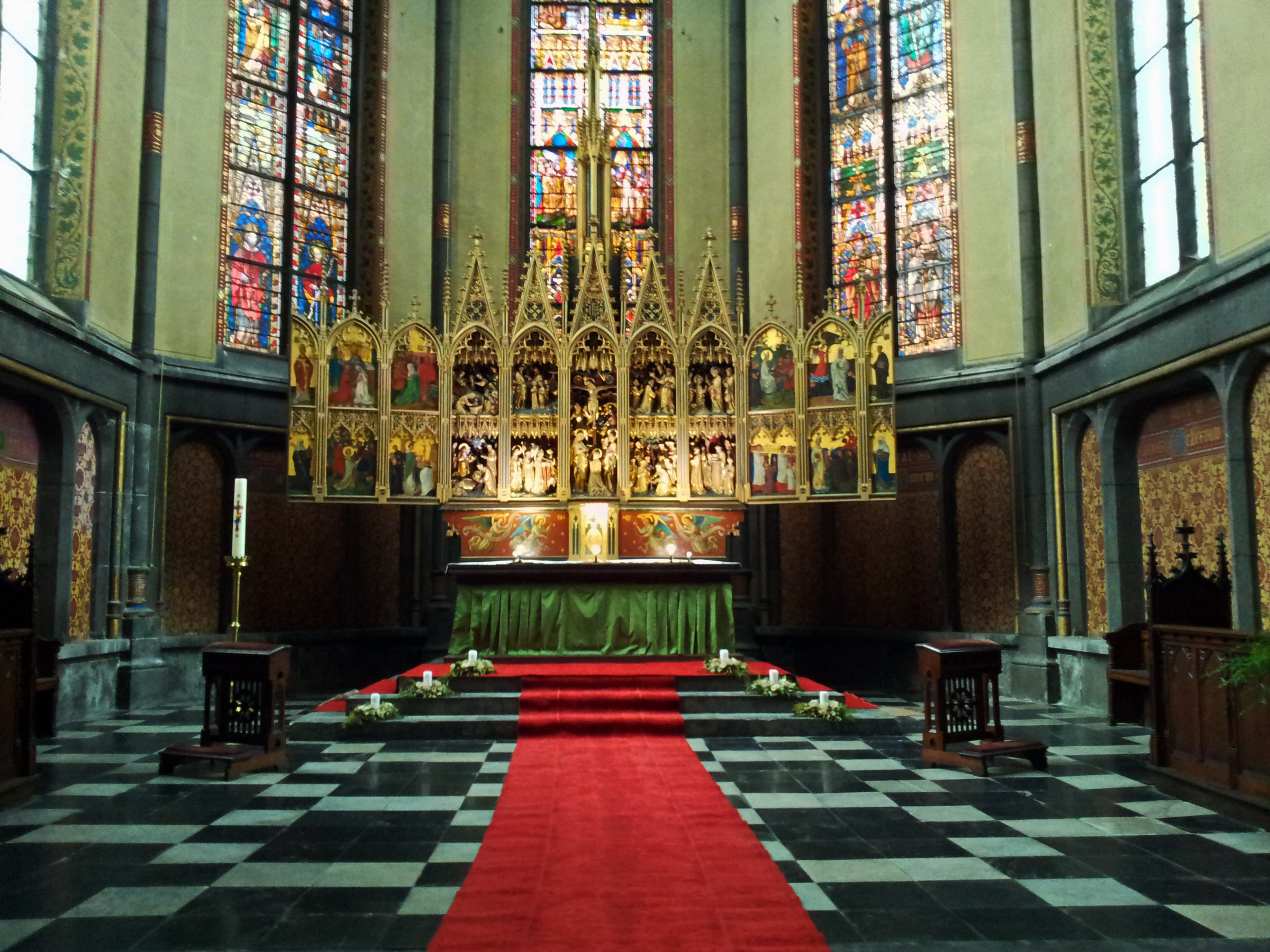
Neogotisch hoogaltaar in de kerk van St-Pholien in Luik